# Kampeaeng (Prey Kabbas)
Kampeaeng es una comuna (khum) del distrito de Prey Kabbas, en la provincia de Takéo, Camboya. En marzo de 2008 tenía una población estimada de 8365 habitantes.
Se encuentra ubicada al sur del país, en la llanura camboyana, cerca del río Mekong y de la frontera con Vietnam.